# Edward F. Daas
Edward F. Daas, född 30 maj 1879, död 2 maj 1962, var en amerikansk amatörjournalist.
Daas var i början av 1900-talet ordförande i United Amateur Press Association. Han tillträdde posten 1907 och innehade den i ett år. 1913 var han ordförande i Milwaukee Literary Press Club.